# Claire Donahue
Claire Donahue (12 de enero de 1989) es una nadadora estadounidense. Ganó dos medallas de oro en los Juegos Panamericanos de 2011 y terminó segunda en el Campeonato Nacional 2011 en los 100 metros mariposa. Calificó para representar a los Estados Unidos en los Juegos Olímpicos de 2012 y terminó séptima en el evento de 100 metros estilo mariposa.
Después de la secundaria, asistió a la Universidad de Western Kentucky con especialización en trabajo social. Su entrenador es Bruce Marchionda.